# Звено
Вижте пояснителната страница за други значения на Звено.
Политически кръг „Звено“ е крайнодясна обществено-политическа организация, съществувала в България от 1927 до 1949 г.
В идеологическо отношение е силно повлияна от фашизма и се противопоставя открито на основни елементи на либералната демокрация, като многопартийната система и свободата на печата. От фашизма я отличава преди всичко отсъствието на стремеж към създаване на еднопартиен режим с харизматичен лидер.
Печатни органи на „Звено“ са списание „Звено“ (1928 – 1934), вестник „Изгрев“ (1932 – 1934 и 1944 – 1949) и списание „Бразда“ (1936 – 1942 и 1945 – 1948).

## Основаване и първи години
Политическият кръг „Звено“ е създаден през юни 1927 г. от група общественици и политици, главно от управляващия Демократически сговор, но също радикали, демократи и широки социалисти. Тласък за това дава разочарованието в някои среди от партизанщината по време на предизборната кампания за избор на XXII обикновено народно събрание през пролетта, от относителното възстановяване на левицита и от продължаващите междуособици във Вътрешната македонска революционна организация. Активна роля в основаването на организацията играе Димо Казасов, който става редактор на новосъздаденото списание „Звено“, заедно с Димитър Мишайков.
Първоначално „Звено“ е създадена като непартийна организация, която си поставя за цел консолидирането на раздробените политически партии в страната. Организацията не се стреми към масовост, като при най-голямото си разрастване през 1934 година достига около 3 хиляди членове. В първия си брой списание „Звено“ публикува списък със 72 известни личности, които се солидаризират с целите на организацията. Сред тях са политици и общественици, като Александър Цанков, Кимон Георгиев, Христо Калфов, Иван Харизанов, Константин Батолов, Васил Пасков, Петко Пенчев, и интелектуалци като Димитър Атанасов, Стефан Баламезов, Райко Алексиев, Александър Божинов, Любен Диков, Никола Долапчиев, Славчо Загоров, Спиридон Казанджиев, Иван Лазаров, Иван Странски.
Основателите на „Звено“ си поставят задачата да възпрепятстват „групирането на българските политически сили в два рязко враждебни лагера“ и на преден план да излязат обществено-икономическите и културните въпроси на страната. „Звено“ се обявява и срещу действията на ВМРО – най-вече срещу липсата на достатъчно държавен контрол в Пиринска Македония и срещу братоубийствените борби в различните крила на организацията и честите убийства по улиците на българските градове.
На 28 юни 1930 година „Звено“ публикува своя програмна декларация, която поставя началото на преобразуването в политическа организация. В нея се критикува обществено-политическата система в страната и се предлага нейното радикално реформиране по фашистки образец – намаляване на състава на изборните органи, удължаване на мандатите им, въвеждане на корпоративни форми за избора им. То се обосновава с общи оценки за „политическа и морална поквара“, „корупция и корист, пропълзели в целия държавен организъм“, „деморализация“. Година по-късно е приет първият устав на „Звено“, предвиждащ централизирана йерархична организация.
По време на управлението на Народния блок (1931 – 1934) около „Звено“ се групират дейци от буржоазните партии, недоволни от управлението. Към него се присъединява и по-голямата част от ръководството на Военния съюз. През 1933 година „Звено“ води активни преговори за коалиция с фашистката партия Национална задруга за политическо възраждане, но двете организации не стигат до съгласие по отношение на политиката към Югославия. През януари 1934 групата около Димо Казасов напуска „Звено“ и преминава към Народното социално движение на професор Александър Цанков. Начело на организацията застава бившият военен и министър Кимон Георгиев.

## Деветнадесетомайски преврат
С активното участие на армията привържениците на „Звено“ извършват на 19 май 1934 държавен преврат и завземат властта.
Министър-председател в новия кабинет на деветнадесетомайците е Кимон Георгиев (до януари 1935 г.). След преврата Търновската конституция е отменена, Народното събрание разпуснато, а парламентарното управление е ликвидирано. В страната се установява авторитарно безпартийно управление, а „Звено“ се саморазпуска.

## В опозиция
След отстраняване от власт на правителството на ген. Пенчо Златев през април 1935 г. и успеха на цар Борис III да изтласка от властта звенарите и републикански настроените лидери на Военния съюз, „Звено“ минава изцяло в опозиция на монархическия режим. Отказва се от авторитаризма и приема някои идеи за парламентарна демокрация. Някои негови дейци стават привърженици на републиканските възгледи. „Звено“ успява да привлече и някои бивши активисти на ВМРО от нейното протогеровистко крило.
След избухването на Втората световна война „Звено“ се обявява против включването на България във военния конфликт. През 1941 – 1944 г. негови представители се включват в Националния комитет на Отечествения фронт (септември 1943).

## След Деветосептемврийския преврат
Политическият кръг „Звено“ взема участие в подготовката и извършването на Деветосептемврийския преврат през 1944 г. Дошлото на власт на 9 септември 1944 г. правителство се оглавява от Кимон Георгиев – лидера на „Звено“, и включва още трима представители на организацията – външния министър Петко Стайнов, военния министър Дамян Велчев и министъра на просветата Станчо Чолаков.
„Звено“ официално възстановява дейността си на 18 септември, а на 1 октомври е проведена национална конференция, на която организацията е преобразувана в политическа партия – Народен съюз „Звено“. Избрано е Изпълнително бюро с председател Кимон Георгиев и членове Петър Тодоров, Петко Стайнов, Станчо Чолаков и Петър Попзлатев.
„Звено“ започва да създава свои структури в цялата страна, разширявайки базата си сред средната класа, но на местно ниво среща съпротивата на комунистите – хора от местните организации са арестувани, изнудвани за пари от милицията, недопускани до местните структури на Отечествения фронт, обявявани за „фашисти“. На 3 май 1946 година е основана младежка организация на партията – Младежки съюз „Звено“.
В проведените през есента на 1946 година избори за VI велико народно събрание Отечественият фронт участва с обща листа и отделни бюлетини за членуващите партии. Докато комунистите получават абсолютно мнозинство в парламента, Народният съюз „Звено“ има изключително слаб резултат от около 70 хиляди гласа и лидерите му стават депутати само благодарение на общата листа на Отечествения фронт. Малко по-късно водачът на „Звено“ е отстранен от министър-председателския пост.
След сключването на Парижкия мирен договор през 1947 година опозицията в страната е ликвидирана, а през септември Йосиф Сталин слага край на т.нар. „народна демокрация“ в Източна Европа, започвайки окончателното формиране на тоталитарните режими в региона. Най-близките до комунистите дейци на „Звено“, като Трайчо Доброславски, Трифон Трифонов, Кирил Щерев, настояват за публична позиция срещу изпадналите в немилост Дамян Велчев, Васил Юруков, Петко Стайнов. В проведена на 19 февруари 1949 година конференция Народният съюз „Звено“ приема, че е изпълнил ролята си, и решава да се саморазпусне и да се влее изцяло в Отечествения фронт. С този акт „Звено“ престава да съществува като самостоятелна политическа организация.